# Sigurd Svensson
Karl Johan Sigurd Svensson (ur. 27 września 1912 w Vadsbro, zm. 13 stycznia 1969 w Sztokholmie) – szwedzki jeździec sportowy. Srebrny medalista olimpijski z Londynu.
Zawody w 1948 były jego jedynymi igrzyskami olimpijskimi. Specjalizował się we Wszechstronnym Konkursie Konia Wierzchowego. Po srebro sięgnął w drużynowym konkursie, partnerowali mu Robert Selfelt i Olof Stahre.